# Marc Minguell
Marc Minguell (Barcellona, 14 settembre 1985) è un ex pallanuotista spagnolo, vicecampione del mondo con la propria nazionale a Roma 2009.
Di scuola Mediterrani, dove trascorre i primi anni della sua carriera a cui si aggiunge una stagione al Club Natación Martiánez di Tenerife, passa al Barceloneta nel 2007. Nelle quattro stagioni disputate con la calottina del club biancoblù conquista quattro titoli nazionali, tre Coppe del Re e tre supercoppe nazionali. Passa quindi al Posillipo nel 2011, con cui ha l'occasione di misurarsi nel campionato italiano.
Alla fine della stagione 2011-12 fa ritorno al Barceloneta, con cui conquista altri due titoli nazionali e altrettante Coppe del Re, oltre a proclamarsi campione d'Europa nella Champions League 2013-14. Nel 2022 conclude la sua trentennale carriera agonistica.

## Palmarès

### Club
- Campionato spagnolo: 10

Barceloneta: 2007-08, 2008-09, 2009-10, 2010-11, 2013-14, 2014-15, 2015-16, 2016-17, 2017-18, 2018-19
- Copa del Rey: 10

Barceloneta: 2007-08, 2008-09, 2009-10, 2012-13, 2013-14, 2014-15, 2015-16, 2016-17, 2017-18, 2018-19
- Supercopa de España: 9

Barceloneta: 2008, 2009, 2010, 2013, 2015, 2016, 2017, 2018, 2019
- Coppa dei Campioni/Eurolega: 1

Barceloneta: 2013-14
- Supercoppa LEN: 1

Barceloneta: 2014

### Nazionale
- Mondiali

Roma 2009: 
Melbourne 2007: 
- Europei

Belgrado 2006: 
Barcellona 2018: 
- Coppa del Mondo

Oradea 2010: 